# یواس‌اس‌دی گت‌وی
دروازه ارتباطی داده‌های سرویس تکمیلی بدون ساختار (به انگلیسی: USSD Gateway) یک پروتکل ارتباطی است که توسط تلفن‌های همراه GSM برای برقراری ارتباط با رایانه‌های ارائه دهنده خدمات استفاده می‌شود. دروازه مجموعه ای از سخت‌افزار و نرم‌افزار مورد نیاز برای اتصال دو یا چند شبکه متفاوت از جمله انجام تبدیل پروتکل است.

## عملکرد
یک دروازه USSD پیام‌های USSD را از شبکه سیگنالینگ به یک برنامه خدماتی هدایت می‌کند و برمی‌گردد. یک سرویس «USSD gateway» «مرکز USSD» نیز نامیده می‌شود.
دروازه USSD بر اساس توانایی عامل تحویل یا منبع برای ارسال و دریافت پیام‌های USSD است. USSD یک پروتکل مبتنی بر جلسه است. پیام‌های USSD از طریق کانال‌های سیگنال GSM عبور می‌کنند و برای جستجوی اطلاعات و راه‌اندازی خدمات استفاده می‌شوند. برخلاف سرویس‌های مشابه (SMS و MMS)، که مبتنی بر ذخیره و ارسال هستند، USSD یک جلسه زمان واقعی را بین گوشی تلفن همراه و برنامه‌ای که سرویس را مدیریت می‌کند برقرار می‌کند.

### تفاوت بین USSD و سایر دروازه‌ها
تفاوت بین دروازه‌های USSD و سایر دروازه‌های پیام‌رسانی این است که دروازه‌های USSD پس از برقراری ارتباط، یک جلسه تعاملی واحد را حفظ می‌کنند. SMS و MMS پیام‌ها را مستقل از جلسه کاربر ذخیره و فوروارد می‌کنند، مشابه روشی که ایمیل از طریق اینترنت ارسال می‌شود.

## عملیات مدولار
1. ماژول جلسه: طبق دستورالعمل‌های قسمت برنامه کاربردی موبایل (MAP) پشته پروتکل سیستم سیگنالینگ شماره 7 (SS7)، شناسه‌های جلسه را از مخزن شناسه جلسه دریافت و ارسال می‌کند، و جلسات را حفظ و از بین می‌برد.
2. لایه MAP: بخش اپلیکیشن موبایل هم روی سرور و هم روی MS وجود دارد.
3. دروازه: یک دروازه منتظر پیام‌های لایه MAP می‌شود و کار می‌کند تا این پیام‌ها را به پروتکل پیام کوتاه Peer-to-Peer (SMPP) هدایت کند، که سپس به برنامه‌های کاربردی سرور تحویل داده می‌شود. این مهمترین عملیات است، و به همین دلیل است که USSD در درجه اول استفاده می‌شود، زیرا به اتصال مستقیم کاربران به برنامه‌هایی مانند بررسی صورتحساب و سایر موارد کمک می‌کند.
4. مکان‌یاب: سعی می‌کند سایت سلول فعلی را پیدا کند و آن را به دروازه ارسال می‌کند. سپس پیام‌ها با استفاده از Routing Numbers مسیریابی می‌شوند.
5. Home Location Register: این منطقه اصلی است که شماره تلفن همراه داده شده در پایگاه داده ثبت می‌شود. این با ثبت موقعیت مکانی بازدید کننده که کاربر در آن رومینگ است متفاوت است.
6. دلیل اینکه USSD معمولاً استفاده می‌شود این است که سیگنال دهی WCDMA را افزایش می‌دهد و سیگنال‌های منسجم را چندگانه می‌کند.

انواع برنامه‌های کاربردی
- بررسی موجودی: کاربر می‌تواند یک درخواست خدمات تکمیلی فرایند (PSSR) را به منطقه اصلی ارسال کند، که این درخواست را با راهنمایی از دروازه به برنامه صحیح ارسال می‌کند. سپس، برنامه یک تأییدیه را از طریق دروازه USSD, HLR و غیره، که به عنوان پاسخ PSSR شناخته می‌شود، به کاربر ارسال می‌کند. اعلان موجودی در پایان تماس شارژ شده نیز می‌تواند با استفاده از پیام اعلان خدمات تکمیلی بدون ساختار (USSN) ارائه شود.
- چت صوتی: با استفاده از همان فرایند بالا، می‌توان از چت صوتی استفاده کرد. هنگامی که تلفن‌های دارای VoIP در دسترس نیستند، بسیار مفید است.
- تبلیغات: برنامه می‌تواند محصول خود را با استفاده از USSD تبلیغ کند که نسبت به بازاریابی تلفنی تهاجمی کمتری دارد.
- رومینگ: در هنگام رومینگ مزایای زیادی دارد. این به این دلیل است که خدمات USSD در شبکه‌های رومینگ به خوبی در دسترس هستند و همه پیام‌های USSD به سمت خود شبکه خانگی مشترک هدایت می‌شوند، بنابراین، همان مجموعه خدماتی که در شبکه خانگی در دسترس هستند را می‌توان در شبکه بازدید شده نیز ارائه کرد و به مشترکان یک مجازی می‌دهد. محیط خانه (VHE).

به غیر از PSSR و USSN، روش دیگری به نام پیام درخواست خدمات تکمیلی بدون ساختار (USSR) وجود دارد که یک جلسه را توسط دروازه USSD برای کاربر موبایل آغاز می‌کند. این پیام را می‌توان همراه با جلسه آغاز شده اتحاد جماهیر شوروی برای ارائه خدمات مبتنی بر جلسه مانند خدمات منو از طریق USSD استفاده کرد. همچنین، در مراحل اولیه MAP (قسمت برنامه موبایل)، پیام PSSR PSSD (PSS Data) نامیده می‌شد.

## بیشتر خواندن
- Dryburgh, Lee; Hewett, Jeff (2005). Signaling System No. 7 (SS7/C7): Protocol, Architecture, and Services - A complete, practical guide to the world's most popular signaling system, including SIGTRAN, GSM-MAP, and Intelligent Networks. Indianapolis: Cisco Press. ISBN 1-58705-040-4.